# Amanita parcivolvata
Amanita parcivolvata là một loài nấm thuộc chi Amanita trong họ Amanitaceae. Chiều cao của nấm khoảng từ 3 đến 12 cm và phân bố chủ yếu trong các cánh rừng sồi ở khu vực Đông Nam Bắc Mỹ.